# Pasmo Masłowskie

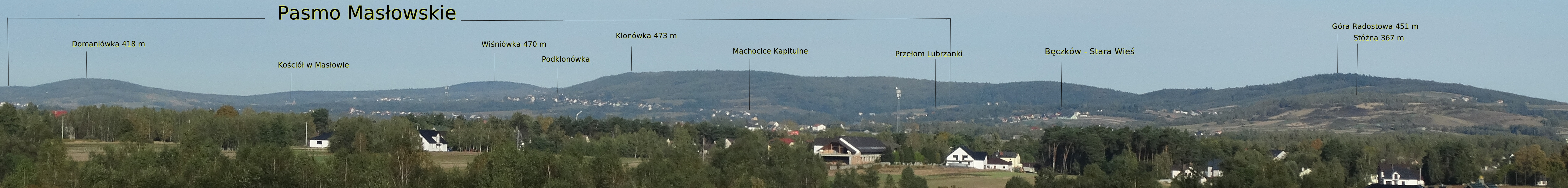
] Widok na Pasmo Masłowskie ze Skorzeszyc - wyszczególniono najważniejsze szczyty

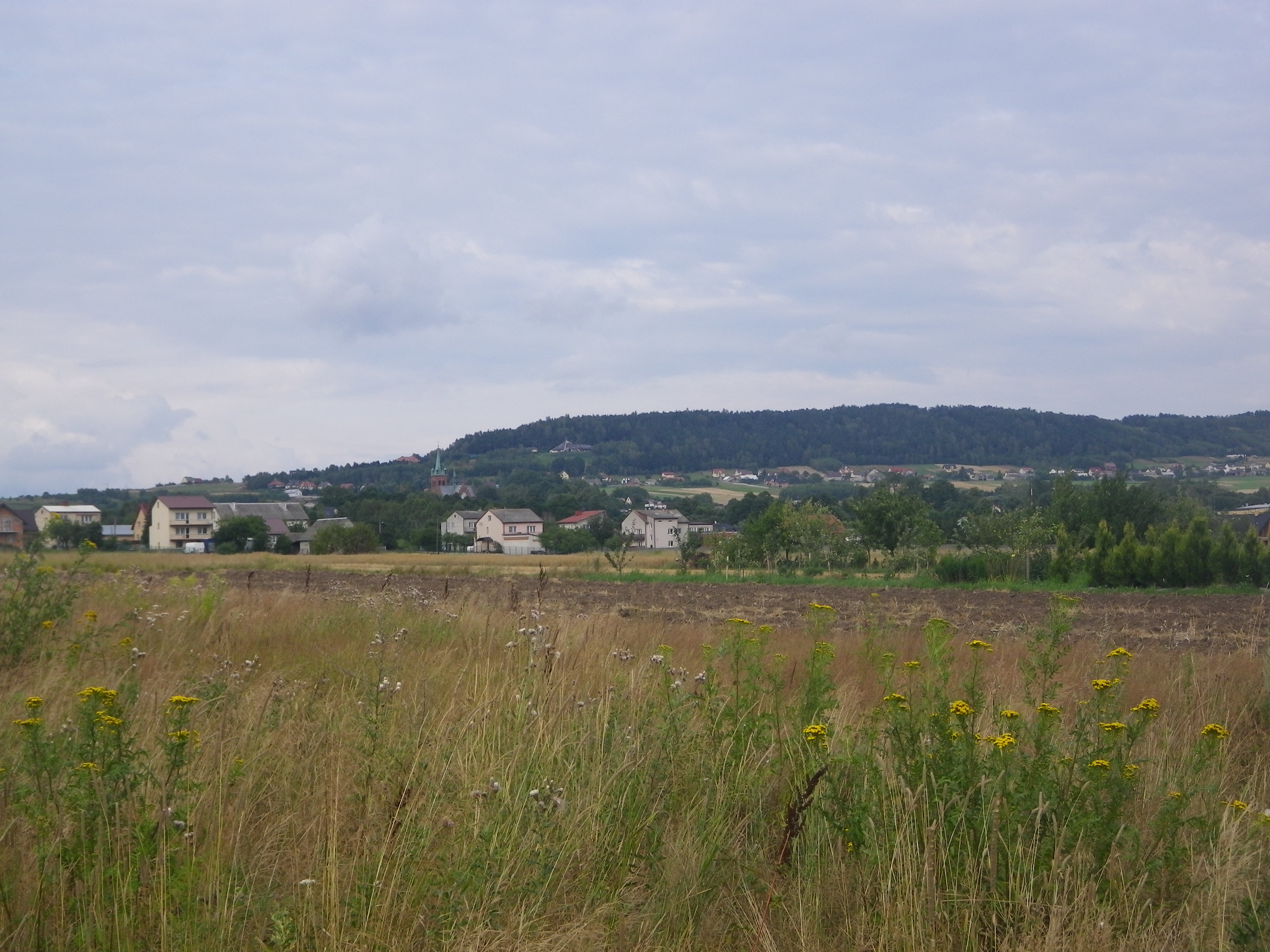
Widok na Klonówkę z Masłowa Pierwszego

Pasmo Masłowskie – pasmo Gór Świętokrzyskich, nazwa od miejscowości Masłów Pierwszy. Położone na północ od Kielc. Rozciąga się od doliny Sufragańca na północnym zachodzie, po przełom Lubrzanki na południowym wschodzie. Zbudowane z kwarcytów i łupków kambryjskich. Należy do tzw. pasma głównego Gór Świętokrzyskich i jest geologicznym przedłużeniem Łysogór w kierunku zachodnim. W dużej części bezleśne.
Charakterystyczną cechą pasma jest kwarcytowa grań skalna, której najokazalszy fragment zwany Diabelskim (lub Wielkim) Kamieniem znajduje się na szczycie Klonówki. Inną cechą wyróżniającą grzbiet są często spotykane charakterystyczne kamecznice.
Przez pasmo przebiega  Główny Szlak Świętokrzyski im. Edmunda Massalskiego z Gołoszyc do Kuźniaków oraz  niebieski szlak turystyczny im. E. Wołoszyna z Wąchocka do Cedzyny.

## Główne szczyty
- Klonówka – 473 m n.p.m.
- Wiśniówka – 470 m n.p.m.
- Diabelski Kamień – 460 m n.p.m.
- Dąbrówka – 441 m n.p.m
- Domaniówka – 418 m n.p.m.
- Biała Góra – 386 m n.p.m.
- Krzemionka – 385 m n.p.m.
- Wierzejska – 375 m n.p.m.
- Góra Trójeczna – 361 m n.p.m.